# 甘浩望

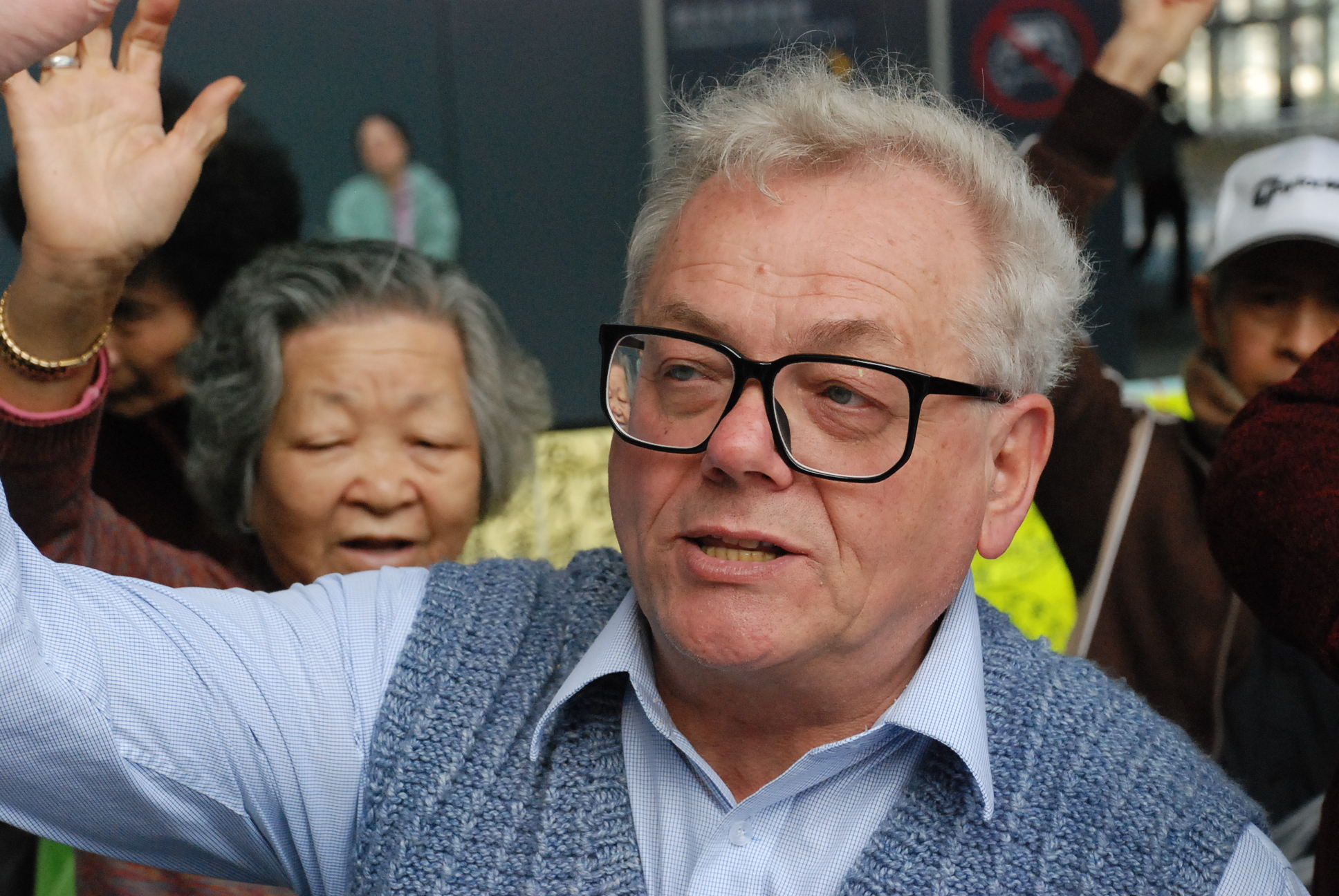
甘浩望

甘浩望神父（義大利語：Rev. Franco Mella；1948年—），原籍義大利，出生於米蘭，外號“甘仔”。罗马天主教神父与毛派社会活动家。
甘神父年少時入修道院，受所屬修道院——米蘭宗座外方傳教會差遣而到香港傳道。甘神父自1974年到港以後，一直參與社會活動，主要為貧苦大眾、弱勢社群服務：從他剛來港時為油麻地避風塘的艇戶爭取上岸權利，到主權移交後為無證兒童爭取香港居留權而努力，此外甘亦曾為爭取北京政府釋放劉山青而每年進行絕食，至劉被釋放前，曾連續絕食九天。1975年，甘神父、成啟明及葉方濟三位神父，遷入葵涌石籬邨，並在石籬天主教小學組建聖若望宗徒小堂，甘神父同期創立「石籬民生關注組」，號召當區青年關注社區，其中一名參與者即為後來擔任民主黨主席及立法會議員的李永達。
2000年前，甘神父曾到中國台山及江門教學。2000年遷往陝西渭南一年。2003年至今，甘神父主要在中國江蘇省徐州和河南省開封服務。每年寒暑假期，甘神父會返回香港繼續為爭取人權運動出一分力，如居留權運動及廢除死刑。

## 媒體及文化
- 1999年許鞍華電影《千言萬語》中甘神父（黃秋生飾）一角，正是以甘浩望為藍本。
- 2011年，他入圍亞洲電視舉辦的感動香港十大人物評選。
- 2021年5月19日：鏗鏘說之甘浩望：甘苦與共 (香港電台)
- 2021年電影：《濁水漂流》 客串演出

## 外部連結
- 邊緣人的同行者──甘浩望神父 Fr. Franco Mella: A Companion of the Marginalized （页面存档备份，存于）